# Athènes-Centre
Le district régional d'Athènes-Centre (grec moderne : Περιφερειακή ενότητα Κεντρικού Τομέα Αθηνών) est l'un des districts régionaux de Grèce qui fait partie de la périphérie (région) de l'Attique. Ce district régional englobe la partie centrale de l'agglomération d'Athènes.

## Administration
Dans le cadre de la réforme gouvernementale de 2011, le programme Kallikratis, le district régional d'Athènes-Centre est créé sur une partie de l'ancienne Nomarchie d'Athènes. Il est divisé en 8 dèmes (municipalités) qui sont (numérotés selon la carte dans l'infobox) :
- Athènes (Athina, 1)
- Dáfni-Ymittós (13)
- Philadelphie-Chalcédoine (32)
- Galatsi (11)
- Héliopolis (16)
- Kaisariani (19)
- Výronas (10)
- Zográfou (15)